# باشگاه فوتبال ملاکا یونایتد
باشگاه فوتبال ملاکا یونایتد (انگلیسی: Melaka United F.C.) یک باشگاه فوتبال منحل شده مالزی است که در ایالت ملاکا قرار داشت و در مسابقات سوپر لیگ مالزی حضور پیدا کرد. مالک باشگاه، شرکت کنتیم اس‌دی‌ان بی‌اچ‌دی (Kenteam Sdn Bhd) بود که یکی از تولیدکننده‌های اصلی دستکش نیتریل در مالزی است. زمین خانگی باشگاه، قبل از اینکه در سال ۲۰۰۵ به ورزشگاه هانگ جبات در شهر رومپوت، کروبونگ منتقل شود، ورزشگاه هانگ تواه (Hang Tuah Stadium) بود. این باشگاه به نمایندگی از ایالت ملاکا در مسابقات فوتبال مالزی حضور داشت. باشگاه ملاکا یونایتد بعد از اینکه به صورت متوالی در مسابقات لیگ اف‌ای‌ام مالزی ۲۰۱۵ و لیگ برتر مالزی ۲۰۱۶ به قهرمانی دست یافت، در بالاترین سطح مسابقات فوتبال مالزی حضور پیدا کرد.